# 尾長屋
尾長屋（おながや）は、株式会社尾長屋が運営するたい焼きを販売する菓子店である。

## 概要
2007年12月、福岡県大牟田市に1号店を開店。フランチャイズシステムにより店舗網を拡大し、2009年末には200店舗を突破した。
一般的なたい焼きと違って皮の材料に卵黄を含まず皮の色が白い、「白いたいやき」を初めて量産した会社である。
2009年12月からは新製品として「どらたい焼き」を、2010年からは「黄金たいやき」を取り扱っている。
かつてイメージキャラクターに佐々木健介を起用していた。2009年3月に佐々木健介の所属する会社・健介officeがフランチャイジーとして埼玉県越谷市に尾長屋の店舗をオープンさせた（現在は閉店）のがきっかけである。